# Evacanthus bistigmanus
Evacanthus bistigmanus är en insektsart som beskrevs av Li och Y. Zhang 1993. Evacanthus bistigmanus ingår i släktet Evacanthus och familjen dvärgstritar. Inga underarter finns listade i Catalogue of Life.